# São Jorge (kommun)
São Jorge är en kommun i Brasilien.   Den ligger i delstaten Rio Grande do Sul, i den södra delen av landet, 1 500 km söder om huvudstaden Brasília. Antalet invånare är 2 774. Arean är 118 kvadratkilometer.
Terrängen i São Jorge är kuperad åt sydväst, men åt nordost är den platt.
I omgivningarna runt São Jorge växer huvudsakligen savannskog. Runt São Jorge är det glesbefolkat, med 11 invånare per kvadratkilometer.